# 1068 (عدد)
1068 هو عدد صحيح، يلي العدد 1067 وويسبق العدد 1069.

## في الرياضيات

### خصائص
- عدد طبيعي.[3]
- عدد زوجي.[4][5]
- عدد موجب،[6] السالب منه هو -1068.[7]

## في التاريخ
- 1068 هـ هي سنة في التقويم الهجري.
- هي سنة 1068 م في التقويم الميلادي.

## وصلات خارجية
الأعداد الصاتمة، ديوان اللغة العربية.